# Annick Le Thomas
Annick Le Thomas-Hommay (1936) es una botánica, exploradora francesa, y destacada palinóloga; que realizó extensas expediciones botánicas a Gabón y a Madagascar.

## Algunas publicaciones
- nicolas Hallé, a. Le Thomas, m. Gazel. 1967. Trois relevés botaniques dans les forêts de Bélinga (NE du Gabon.) 14 pp.

### Libros
- 1969. Annonacées. Volumen 16 de Flore du Gabon. Ed. Muséum national d'Histoire naturelle, Laboratoire de phanérogamie. 372 pp.
- philippe Guinet, annick Le Thomas. 1973. Interprétation de la réparition dissymétrique des couches de l'exine dans les pollens composés: Conséquences relatives à la notion d'aperture.
- 1978. Interpretation phylogénique des angiospermes primitives à la lumière des caractères ultrastructuraux du pollen des annonacées africaines. Ed. Université des Sciences et Techniques du Languedoc. 298 pp.
- 1981. Ultrastructural characters of the pollen grains of African Annonaceae and their significance for the phylogeny of primitive angiosperms. Volúmenes 22-23 de Pollen et spores. Ed. Muséum national d'histoire naturelle. 36 pp.
- annick Le Thomas, a. Cavé, l.y.th.Westra, paul j.m. Maas. 1990. Annonaceae-Workshop: Paris, October 22-24th, 1989. N.º 8 de Annonaceae newsletter. Ed. Institute of Systematic Botany. 71 pp.
- g. Thanikaimoni, a. Le Thomas, ian keith Ferguson. 1994. Morphologie pollinique: biologie, systématique et évolution : en hommage à G. Thanikaimoni : viiie Congrès international de palynologie organisé à Aix-en-Provence en septembre 1992. Volumen 141, N.º 2 de Acta botanica gallica. Ed. Société Botanique de France. 293 pp.

- La abreviatura «Le Thomas» se emplea para indicar a Annick Le Thomas como autoridad en la descripción y clasificación científica de los vegetales.[3]